# Mates of State
Mates of State es un dúo musical estadounidense de rock/indie pop formado en 1997 por el matrimonio formado por Kori Gardner y Jason Hammel.

## Historia

### Vida personal y artística
Gardner y Hammel se conocieron en Lawrence, Kansas, aunque no empezaron a salir juntos hasta tres meses después. Por aquel entonces, ambos eran solteros. Tocaron por primera vez juntos en el cuarteto: Vosotros como vocalista y guitarrista. Poco después, en 1998, la pareja se trasladaría a California donde Gardner empezó a trabajar como profesora y Hammel en una escuela de medicina. Posteriormente optarían por invertir su tiempo en la música e iniciar una gira y en 2001 contrajeron matrimonio. Ambos residieron juntos en San Francisco hasta 2004, cuando se trasladaron a East Haven, Connecticut; y tres años después a Stratford.
Tienen dos hijas, las cuales nacieron en 2004 y 2008. Razón por la que ambas acompañan a sus padres en sus giras. En su blog: Diaper Run, Gardner relata sus experiencias como "madre a la carretera".

### Años 2000
En el año 2000 grabaron My Solo Project con la discográfica Omnibus Records antes de pasarse a Polyvinyl, donde trabajaron en su segundo y tercer álbum: Our Constant Concern y Team Bo. En diciembre de 2005 firmaron contrato con Barsuk Records con quienes grabarían otros dos álbumes y un EP de remixes.
El 11 de octubre de 2004, el grupo organizó un concurso para sus seguidores para que creasen su propio videoclip para el sencillo: Goods (All In Your Head), siendo el creado por Jonathan Yi y Sam Goetz el escogido.
En 2008 publicaron su quinto trabajo: Re-Arrange Us. Para su gira promocional contaron con la asistencia de Lewis y Anton Patzner, miembros de Judgement Day.

### Años 2010
El 15 de junio de 2010 publicaron: Crushes (The Covers Mixtape), en el cual se incluía de versiones de canciones interpretadas por otros artistas como: Long Way Home de Tom Waits y Son Et Lumiere de The Mars Volta. En cuanto los vídeos musicales, se grabaron dos: Love Letter y True Love Will Find You in the End. Este último fue producido en colaboración con ABC News para su programa Amplified.
Al año siguiente publicaron Mountaintops con nuevo material. Para este proyecto, regresaron a Barsuk Records.

## Discografía

### Álbumes
| My Solo Project                                                            | - Publicado en: 2000 - Reedición en: 2003 - Discográfica: Omnibus, Polyvinyl | —   | —  | —  |
| Our Constant Concern                                                       | - Publicado en: 22 de enero de 2002 - Discográfica: Polyvinyl                | —   | —  | —  |
| Team Boo                                                                   | - Publicado en: 16 de septiembre de 2003 - Discográfica: Polyvinyl           | —   | —  | —  |
| Bring It Back                                                              | - Publicado en: 21 de marzo de 2006 - Discográfica: Barsuk                   | —   | 32 | 35 |
| Re-Arrange Us                                                              | - Publicado en: 20 de mayo de 2008 - Discográfica: Barsuk                    | 140 | 6  | 11 |
| Crushes (The Covers Mixtape)                                               | - Publicado en: 15 de junio de 2010 - Discográfica: MOS Records              | —   | 5  | 34 |
| Mountaintops                                                               | - Publicado en: 13 de septiembre de 2011 - Discográfica: Barsuk              | —   | 7  | 44 |
| Greats                                                                     | - Publicado en: 6 de abril de 2015 - Discográfica: Barsuk / Fierce Panda     | —   | —  | —  |
| El símbolo "—" denota que el álbum no entró en el chart o no fue publicado |                                                                              |     |    |    |

### EP
- European Tour 2003 EP (Fickle Fame, 2003)
- All Day EP (Polyvinyl, 2004)
- Re-Arranged: Remixes Volume 1 (Barsuk, 2009)
- You’re Going To Make It (Barsuk, 2015)